# Milan Janák
Milan Janák (30. dubna 1910, Oravský Podzámok - 6. listopadu 1982, Bratislava) byl ekonom a vysokoškolský pedagog.

## Rodina
- otec Ladislav Janák
- matka Júlia Janáková

## Životopis
Do roku 1931 studoval na Obchodní akademii v Košicích, 1931-1933 na Vysoké škole obchodní v Praze, 1941-1944 v Bratislavě. V roce 1944 se stal Ing., 1956 doc., 1964 CSc., 1968 vysokoškolským profesorem. V letech 1937-1939 byl prof. Obchodní akademie v Banské Bystrici a v Nitře. Později působil jako ekonom na různých místech Československa. V letech 1950-1976 přednášel na VŠE v Bratislavě. Specializoval se na faktory neinvestičního rozvoje průmyslu, snižování vlastních nákladů, rozmísťování průmyslu, byl spoluautorem vysokoškolských učebnic, odborných článků a studií.

## Dílo
- Ekonomika priemyselných odvetví, Bratislava roku 1954
- Štruktúra priemyslu ČSSR, Bratislava roku 1959
- Základy ekonomiky odvetví priemyslu 1-2., Bratislava roku 1967-1968
- Marketing v priemysle, Bratislava roku 1968